# Ulrich Walter
Ulrich Hans Walter (* 9. Februar 1954 in Iserlohn) ist ein deutscher Physiker, ehemaliger Wissenschaftsastronaut sowie Wissenschaftsjournalist und -moderator. Seit 2003 ist er Inhaber des Lehrstuhls für Raumfahrttechnik an der Technischen Universität München. Seit dem 31. März 2023 ist er Professor im Ruhestand.

## Ausbildung und wissenschaftlicher Werdegang
Walter wuchs in Iserlohn im Sauerland auf. Nach vier Jahren Volksschule wechselte er 1964 auf das Märkische Gymnasium in Iserlohn. Die Abiturprüfung legte er im Jahr 1972 mit Erfolg ab und meldete sich dann freiwillig zum Wehrdienst. Von den zwei Jahren bei der Bundeswehr war er die letzten zwölf Monate Ausbilder an der Heeresflugabwehrschule in Rendsburg (Schleswig-Holstein). Er schied im Rang eines Leutnants der Reserve aus.
1974 begann Walter an der Universität Köln Physik zu studieren. Nach vier Semestern legte er das Vordiplom ab und beendete 1980 sein Studium im Fach Experimentalphysik (Spezialgebiet  Festkörperphysik). Während er danach als wissenschaftlicher Mitarbeiter bei Dieter Wohlleben am II. Physikalischen Institut der Uni Köln tätig war, arbeitete er an seiner Doktorarbeit („Neutronenstreuung an zwischenvalenten Systemen“). Er wurde im Jahr 1985 promoviert.
Unterstützt durch Stipendien absolvierte Walter einen zweijährigen Forschungsaufenthalt in den Vereinigten Staaten, um sein festkörperphysikalisches Wissen zu vertiefen. Im ersten Jahr war er an der Materials Science and Technology Division des Argonne National Laboratory unweit von Chicago (Illinois) angestellt. Danach forschte er bis zum Sommer 1987 an der University of California in Berkeley.

## Raumfahrertätigkeit
Im August 1986 hatte die damalige Deutsche Forschungs- und Versuchsanstalt für Luft- und Raumfahrt (DFVLR) – Vorgängerin des heutigen Deutschen Zentrums für Luft- und Raumfahrt – im Auftrag des Bundesforschungsministeriums in allen großen Tageszeitungen nach Wissenschaftsastronauten für den zweiten deutschen Spacelab-Flug (D-2) gesucht. Gefordert wurde ein abgeschlossenes Hochschulstudium in Physik, Chemie, Biologie, Medizin oder Ingenieurwissenschaften sowie eine mehrjährige Forschungstätigkeit. Darüber hinaus war ein Doktorgrad in den genannten Bereichen von Vorteil. Ein guter psychischer und physischer Allgemeinzustand sowie ausgezeichnete Englischkenntnisse verbunden mit einer Altershöchstgrenze von 35 Jahren wurden vorausgesetzt.
Auf den Aufruf meldeten sich 1.799 nationale Interessenten, von denen aber nur 40 Prozent die geforderten Kriterien erfüllten. 312 Bewerber kamen in die engere Wahl, von denen nach medizinischen Befragungen (nach Erbkrankheiten, Allergien oder Fehlsichtigkeit), unterschiedlichen Wissens- und psychologischen Prüfungen und anschließenden Gesundheitstests (Gleichgewicht, Kreislauf) noch 13 Personen (neun Männer und vier Frauen) übrigblieben. Eine Jury, der auch die drei Alt-Astronauten Ulf Merbold, Reinhard Furrer und Ernst Messerschmid angehörten, wählte schließlich die fünf Anwärter aus.
Der damalige Forschungsminister Heinz Riesenhuber stellte die fünf Finalisten im August 1987 der Öffentlichkeit vor. Neben Walter verstärkten die Lehrerin und Meteorologin Renate Brümmer, die Ärztin Heike Walpot  sowie die Physiker Gerhard Thiele und Hans Schlegel das deutsche Astronautenkorps.
Die fünf Raumfluganwärter begannen im März 1988 am Sitz der DFVLR in Köln mit dem eigentlichen Astronautentraining (erste „Schnupperkurse“ gab es bereits vorher, so unternahm die Gruppe Ende 1987 in den USA ihre ersten Parabelflüge). 1990 kamen mit Ausnahme von Walpot, alle als Nutzlastspezialisten für den zweiten deutschen Spacelab-Flug (D-2) in die engere Wahl. Seitdem trainierten die vier Deutschen abwechselnd in Köln sowie am Marshall-Raumflugzentrum in Huntsville und dem Johnson Space Center in Houston. Ein Jahr vor dem Flug fiel die endgültige Wahl auf Walter und Schlegel. Die Kosten für die Astronautenausbildung von Walter beliefen sich auf 400.000 Mark. Während der damaligen Zeit betrug sein Jahresgehalt 90.000 Mark.
Die zwei deutschen Physiker brachen zusammen mit fünf US-amerikanischen Astronauten Ende April 1993 an Bord des Orbiters Columbia in Richtung Erdumlaufbahn auf. Rund 90 Experimente betreuten Schlegel und Walter während des zehntägigen Fluges, wobei die meisten aus den Sparten Biologie und Materialwissenschaften stammten. Dabei arbeiteten sie im europäischen Raumlabor Spacelab, das zum siebenten Mal im Frachtraum einer US-Raumfähre flog.
Während Walter dem deutschen Astronautenkorps angehörte, war er gleichzeitig Mitarbeiter an zwei Hochschulen: Er gehörte der Arbeitsgruppe „Neutronenstreuung“ der Uni Köln an und war Leiter der Arbeitsgruppe „Tunnelspektroskopie“ der TH Darmstadt.

## Nach dem Raumflug

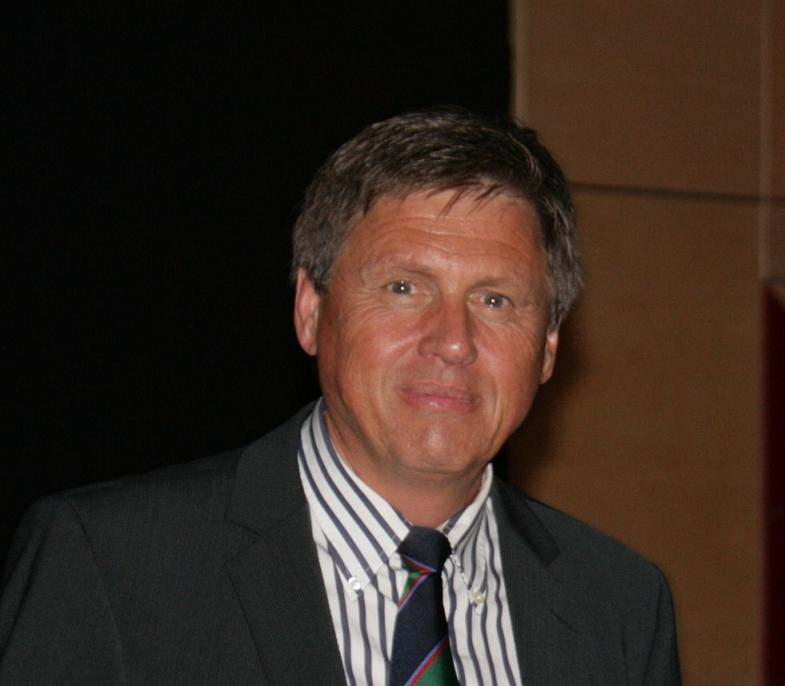
Walter bei seinem Vortrag In 90 Minuten um die Welt

Nach seinem Flug schied Walter aus dem deutschen Raumfahrerkader aus und leitete vier Jahre lang das Satellitenbildarchiv des DLR im bayerischen Oberpfaffenhofen. Dort baute er eine deutsche Zentrale für Satellitenbilder auf, um diese einer breiten Öffentlichkeit zur Verfügung zu stellen. Ab 1998 war er Program Manager bei IBM Deutschland und arbeitete an digitalen Medienlösungen, später war er technischer Berater im Entwicklungslabor in Böblingen. Seit März 2003 ist er Inhaber des Lehrstuhls für Raumfahrttechnik an der Technischen Universität München, seit dem 31. März 2023 ist er im Ruhestand.

## Wirken in den Medien
Walter hat mehr als sechzig Schriften zum Thema Weltraum und Raumfahrt veröffentlicht. Er schreibt regelmäßig Kolumnen und Artikel für Zeitschriften und moderierte zwischen 1998 und 2003 die zweiwöchentlich ausgestrahlte Wissenschaftssendung „MaxQ – Lust auf Wissen“ im Bayerischen Fernsehen. Für  N24-Online schrieb er von 2013 bis 2016 die Kolumne Wissen schafft was.
Walter moderiert seit September 2016 für Welt die Weltraumdokureihe Spacetime.

## Engagement
Walter ist Präsident des Hermann-Oberth-Raumfahrt-Museums in Feucht, Mitglied des Kuratoriums des Deutschen Museums München und des Science- und Technologie-Centers „x-world“ in Freiburg. Seit 2020 ist Walter zudem Mitglied im Bayerischen Ethikrat.
Walter ist Mitglied im Beirat der Giordano-Bruno-Stiftung. Er bezeichnet sich als „überzeugter religiöser Christ“ und hält diese Religion als „Netz“ und „Regelwerk“, das das Miteinander der Menschen zusammenhält, für sinnvoll und notwendig; die Vorstellung von einem Leben nach dem Tod und von Gott als einem übermächtigen Wesen, das alles beobachtet, teilt er jedoch nicht: „Das muss jeder mit sich selber ausmachen.“

## Privates
Ulrich Walter ist verheiratet, hat zwei Töchter und lebt bei München.
Weiterhin ist er Funkamateur mit dem Rufzeichen DG1KIM.

## Auszeichnungen (Auswahl)
Walter wurde vielfach gewürdigt; unter anderem erhielt er:
- 1993 – das Verdienstkreuz Erster Klasse der Bundesrepublik Deutschland.[3]
- 2001 – die Wernher-von-Braun-Medaille des Internationalen Förderkreises für Raumfahrt.[9]
- 2008 – Professor des Jahres in der Kategorie Ingenieurwissenschaften und Informatik.[3]
- 2012 – eine Ehrendoktorwürde der Nationalen Technischen Universität der Ukraine „Ihor Sikorskyj“.[10]
- 2013 – eine Ehrenprofessur der Nationalen Pädagogischen Universität Drahomanow.[11]
- 2018 – eine Würdigung als Consultant Professor der Northwestern Polytechnical University in Xi’an, China.[12]
- 2023 – den Ehrenring der Eduard-Rhein-Stiftung.[13]

Ferner ist Walter Schulpate und Namensgeber der Ulrich-Walter-Schule, einer naturwissenschaftlich-technischen Privatschule in Stuttgart-Mitte.

## Publikationen
- In 90 Minuten um die Erde. Stürtz, Würzburg 1997, ISBN 3-8003-0876-2.
- Zivilisationen im All: Sind wir allein im Universum? Spektrum Akademie Verlag, Heidelberg 1999, ISBN 3-8274-0486-X.
- Zu Hause im Universum. Rowohlt, Berlin 2002, ISBN 3-87134-450-8.
- Astronautics. Wiley-VCH, Weinheim 2007, ISBN 978-3-527-40685-2.
- Im schwarzen Loch ist der Teufel los. Komplett-Media, Grünwald 2016, ISBN 978-3-8312-0435-9.
- Höllenritt durch Raum und Zeit. Komplett-Media, Grünwald 2017, ISBN 978-3-8312-0450-2.
- Eine andere Sicht auf die Welt. Komplett-Media, Grünwald  2018, ISBN 978-3-8312-0475-5.
- Die verrückte Welt der Physik. Komplett-Media, Grünwald  2022, ISBN 978-3-8312-0601-8.